# Бірштайн
Бірштайн (нім. Birstein) — сільська громада в Німеччині, знаходиться в землі Гессен. Підпорядковується адміністративному округу Дармштадт. Входить до складу району Майн-Кінціг.
Площа — 86,63 км2. Населення становить 6191 ос. (станом на 31 грудня 2020).